# Serkan Aykut
Serkan Aykut (* 24. Februar 1975 in Ankara) ist ein ehemaliger türkischer Fußballspieler.

## Vereinskarriere
Serkan Aykut begann seine Karriere 1992 bei Samsunspor und verbrachte die folgenden acht Jahre dort. In der Saison 1999/2000 wurde Aykut mit 30 Toren Torschützenkönig. Galatasaray Istanbul, zu dieser Zeit neuer UEFA-Pokal-Gewinner, verpflichtete ihn damals als Ersatz für Hakan Şükür. Dort blieb er zwei Jahre. In der Zeit wurde die Mannschaft UEFA-Super-Cup-Sieger und türkischer Meister. Zur Saison 2002/03 kehrte er zu seiner alten Wirkstätte Samsunspor zurück und spielte hier bis zum Ende der Spielzeit 2008/09. Anschließend beendete er seine aktive Laufbahn als Profi-Fußballer.
Insgesamt spielte Serkan Aykut 336 Spiele in der Süper Lig und erzielte 188 Tore und ist auf dem 7. Platz der Rekord-Torjäger der Süper Lig.

## Nationalmannschaft
Aykut spielte für die Türkei einmal und zwar am 12. Februar 1997 gegen Finnland.

## Erfolge
Mannschaft
- UEFA-Super-Cup-Sieger: 2000
- Türkischer Fußballmeister: 2002

Individuell
- Torschützenkönig der Saison 1999/2000 der Süper Lig
- 100er-Klub-Mitglied der Süper Lig